# NGC 2732
NGC 2732 este o galaxie lenticulară situată în constelația Girafa. A fost descoperită în 2 septembrie 1828 de către John Herschel.